# Großsteingrab Heiligenhagen
Das Großsteingrab Heiligenhagen war eine megalithische Grabanlage der jungsteinzeitlichen Trichterbecherkultur bei Heiligenhagen, einem Ortsteil von Satow im Landkreis Rostock (Mecklenburg-Vorpommern). Es wurde im 19. Jahrhundert zerstört. Sein genauer Standort ist nicht überliefert. Auch über Ausrichtung, Maße und Typ der Anlage liegen keine näheren Angaben vor. Es ist nur überliefert, dass es sich um ein  „großes Hünengrab“ gehandelt hat, „an dessen nördlicher Seite sich noch mehrere kleinere befinden“. Es ist unklar, ob hiermit weitere Großsteingräber oder Grabhügel gemeint waren. Einige hundert Meter östlich des Grabes wurden Bronzegegenstände gefunden.